# Сире (фільм)
«Сире» (фр. Grave) — франко-бельгійський фільм жахів 2016 року, повнометражний режисерський дебют Жулії Дюкурно. Світова прем'єра кінострічки відбулася 14 травня 2016 року на Каннському кінофестивалі, де вона була представлена в конкурсній програмі «Тиждень критики».
Фільм розповідає про юну вегетаріанку Жустін, яка вступає до ветеринарного навчального закладу, де існує ляклива традиція для новачків — ритуал поїдання сирого м'яса. Після нього студентка стикається із зростаючим і неконтрольованим бажанням його поїдання. Фільм отримав захоплені відгуки кінокритики, а також цілу низку міжнародних фестивальних та професійних кінонагород .

## Сюжет
Юна вегетаріанка Жустін вступає до ветеринарного навчального закладу, де навчається її старша сестра Алексія. Разом зі своїм сусідом по кімнаті — геєм Адріаном — вона проходить обряд посвячення в студенти, з'ївши сиру печінку кролика. Наступного ранку Жустін виявляє сверблячий висип по всьому тілу, через що йде до лікарні, де їй діагностують харчове отруєння і виписують мазь. Проте вночі вона нестримно з'їдає сиру курятину. Наступного дня дівчина приходить до сестри Алексії, яка робить їй депіляцію й випадково відрізає собі палець. Жустін викликає швидку допомогу, проте через непереборне бажання з'їдає фалангу. У лікарні дівчата заявляють, що палець з'їв їхній собака Квікі, через що його усипляють.
На прогулянці безлюдною дорогою Алексія примушує сестру сховатися на узбіччі, а сама несподівано вистрибує перед машиною, яка врізається в стовп. Підійшовши до машини, Жустін помічає, що Алексія їсть живу плоть одного з пасажирів автівки, і намагається її зупинити. На вечірці в гуртожитку Жустін мимоволі цілується з незнайомцем і відкушує в нього шматок нижньої губи. Після цього вона займається сексом з Адріаном, під час якого намагається укусити хлопця пару разів, проте, кусаючи себе за руку, стримується.
На ще одній вечірці Жустін напивається до напівнепритомності і Алексія веде її в морг, де знімає на відео тваринну реакцію сестри на м'ясо. Наступного дня Жустін, побачивши цей відеозапис, який став вірусним у школі, починає бійку з сестрою, в ході якої вони починають кусати одна одну. Заспокоївшись, Алексія обробляє рану на обличчі сестри. Наступного ранку Жустін прокидається в ліжку з Адріаном, який виявляється мертвим та зі з'їденою ногою. Жустін думає, що це вона убила його уві сні, проте на кухні вона знаходить напівнепритомну Алексію в крові, яку відмиває в душі. Врешті Алексію саджають до в'язниці, а батько сестер розповідає Жустін, що їхня мати теж стала канібалом у школі. Знявши сорочку, батько показує шрами від укусів по всьому тілу і говорить, що якщо він з їхньою матір'ю знайшов вихід з цієї ситуації, то й вона знайде.

## У ролях
| • Гаранс Марильє    | … | Жустін       |
| • Елла Рампф        | … | Алексія      |
| • Рабах Наїт Уфелла | … | Адрієн       |
| • Лоран Люка        | … | батько       |
| • Джоана Прейсс     | … | мати         |
| • Булі Ланнерс      | … | далекобійник |
| • Маріон Верну      | … | медсестра    |
| • Томас Мустін      | … | шеф BDE      |
| • Марван Іддуб      | … |              |
| • Жан-Луї Сбій      | … | професор     |

## Знімальна група
- Авторка сценарію — Джулія Дюкорно
- Режисерка-постановниця — Джулія Дюкорно
- Продюсер — Жан де Форет
- Асоційовані продюсери — Тома Жобер, Філіпп Логі, Антун Сеневі
- Співпродюсери — Жулі Гайє, Жан-Ів Рубін, Надя Туринцев, Кассандра Варну
- Асистентка продюсера — Амелі Жакі
- Оператор — Рубен Імпенс
- Композитор — Джим Вільямс
- Монтаж — Жан-Крістоф Бузі
- Художниця-постановниця — Лорі Колсон
- Художниця з костюмів — Еліз Ансьйон
- Артдиректорка — Лорі Колсон

## Критика
Фільм отримав захоплені відгуки від кінокритики. На сайті Rotten Tomatoes стрічка має рейтинг 90 % на основі 150 рецензій, а її середній бал складає 7,8/10. На сайті Metacritic фільм отримав 81 бал зі 100 на основі 33 рецензій, що вважається здебільшого захопленим прийомом.
Кінокритик Variety Овен Глейберман назвав «Сире» одним з найкращих фільмів першої половини 2017 року.

## Нагороди та номінації
| Кінопремія                                       | Рік       | Категорія                                                                   | Номінант(и)                                                       | Результат | Дж          |
| ------------------------------------------------ | --------- | --------------------------------------------------------------------------- | ----------------------------------------------------------------- | --------- | ----------- |
| Каннський міжнародний кінофестиваль              | 2016      | Золота камера за найкращий дебютний фільм                                   | Сире                                                              | Номінація |             |
| Каннський міжнародний кінофестиваль              | 2016      | Гран-прі Тижня режисерів                                                    | Джулія Дюкорно                                                    | Номінація |             |
| Каннський міжнародний кінофестиваль              | 2016      | Queer Palm                                                                  | Сире                                                              | Номінація |             |
| Каннський міжнародний кінофестиваль              | 2016      | Приз ФІПРЕССІ                                                               | Сире                                                              | Перемога  |             |
| Гентський міжнародний кінофестиваль              | 2016      | Нагорода Explore Zone Trail                                                 | Джулія Дюкорно (режисерка), O'Brother Distribution (дистриб'ютор) | Перемога  |             |
| Кінофестиваль «Остін Фантастик Фест»             | 2016      | Найкращий режисер                                                           | Джулія Дюкорно                                                    | Перемога  |             |
| Кінофестиваль «Остін Фантастик Фест»             | 2016      | Приз глядачів                                                               | Сире                                                              | Номінація |             |
| Кінофестиваль «Monster Fest»                     | 2016      | Премія Золотий монстр за найкращий художній фільм                           | Сире                                                              | Перемога  |             |
| Кінофестиваль «Monster Fest»                     | 2016      | Приз журі за найкращий спеціальні ефекти                                    | Олів'є Афонсо, Амелі Гросьє                                       | Перемога  |             |
| Каталонський міжнародний кінофестиваль в Сіджасі | 2016      | Приз журі за найкращий художній повнометражний фільм                        | Сире                                                              | Перемога  |             |
| Каталонський міжнародний кінофестиваль в Сіджасі | 2016      | Приз за найкраще режисерське одкровення                                     | Джулія Дюкорно                                                    | Перемога  |             |
| Каталонський міжнародний кінофестиваль в Сіджасі | 2016      | Приз Срібло Мельєса за найкращий художній повнометражний європейський фільм | Сире                                                              | Перемога  |             |
| Міжнародний кінофестиваль у Торонто              | 2016      | Премія «Вибір глядачів»                                                     | Сире                                                              | Номінація |             |
| Лондонський кінофестиваль                        | 2016      | Сазерленд Трофі за найкращий перший фільм                                   | Сире                                                              | Перемога  |             |
| Міжнародний кінофестиваль в Палм-Спрінгс         | 2017      | Нагорода Directors to Watch                                                 | Джулія Дюкорно                                                    | Перемога  |             |
| Премія кінокритиків Сіеттла                      | 2017      | Найкращий фільм іноземною мовою                                             | Сире                                                              | Перемога  |             |
| Премія «Золотий трейлер»                         | 2017      | Найкращий оригінальний іноземний трейлер                                    | Сире                                                              | Номінація |             |
| Премія «Золотий трейлер»                         | 2017      | Найкращий іноземний трейлер фільму жахів                                    | Сире                                                              | Номінація |             |
| Премія «Золотий трейлер»                         | 2017      | Найкращий оригінальний іноземний музичний трейлер                           | Сире                                                              | Перемога  |             |
| Премія «Золотий трейлер»                         | 2017      | Найкращий іноземний телевізійний ролик                                      | Сире                                                              | Номінація |             |
| Приз Луї Деллюка                                 | 2017      | Найкращий дебютний фільм                                                    | Сире                                                              | Перемога  |             |
| Синдикат французьких кінокритиків                | 2018      | Приз за найкращий дебютний французький фільм                                | Сире                                                              | Перемога  | [ 6 ]       |
| Премія «Магрітт»                                 | 3.02.2018 | Найкращий фільм спільного виробництва                                       | Сире                                                              | Перемога  | [ 7 ] [ 8 ] |
| Премія «Магрітт»                                 | 3.02.2018 | Найкращий оператор                                                          | Рубен Імпенс                                                      | Номінація | [ 7 ] [ 8 ] |
| Премія «Магрітт»                                 | 3.02.2018 | Найкращі декорації                                                          | Лорі Колсон                                                       | Перемога  | [ 7 ] [ 8 ] |
| Премія «Магрітт»                                 | 3.02.2018 | Найкращий дизайн костюмів                                                   | Еліза Ансьйон                                                     | Номінація | [ 7 ] [ 8 ] |
| Премія «Люм'єр»                                  | 5.02.2018 | Найкращий дебютний фільм                                                    | Сире                                                              | Номінація | [ 9 ]       |
| Премія «Сезар»                                   | 2.03.2018 | Найперспективніша акторка                                                   | Сире                                                              | Номінація | [ 10 ]      |